# 福科尼亚诺堡
福科尼亚诺堡（義大利語：Castel Focognano）是意大利阿雷佐省的一个市镇。总面积56.59平方公里，人口3323人，人口密度58.7人/平方公里（2009年）。ISTAT代码为051008。